# Xã Jamesport, Quận Daviess, Missouri
Xã Jamesport (tiếng Anh: Jamesport Township) là một xã thuộc quận Daviess, tiểu bang Missouri, Hoa Kỳ. Năm 2010, dân số của xã này là 1.085 người.